# Транспортная сеть
В теории графов транспортная сеть — ориентированный граф {\displaystyle G=(V,E)} , в котором каждое ребро {\displaystyle (u,v)\in E} имеет неотрицательную пропускную способность {\displaystyle c(u,v)\geqslant 0} и поток {\displaystyle f(u,v)}. Выделяются две вершины: источник {\displaystyle s} и сток {\displaystyle t} такие, что любая другая вершина сети лежит на пути из {\displaystyle s} в {\displaystyle t}, при этом {\displaystyle s\neq t}. Транспортная сеть может быть использована для моделирования, например, дорожного трафика.
Целочисленная транспортная сеть — транспортная сеть, все пропускные способности рёбер которой — целые числа.

## Определения
Транспортная сеть (flow network) — ориентированный граф {\displaystyle G(V,E),} в котором
- каждое ребро{\displaystyle \ (u,v)\in E} имеет неотрицательную пропускную способность, выражаемую функцией {\displaystyle c\colon V\times V\rightarrow \mathbb {R} _{+}}(в некоторых источниках также {\displaystyle c\colon E\rightarrow \mathbb {R} _{+}}), такую, что для любого {\displaystyle e\not \in E} значение функции равно нулю.
- выделены две вершины: источник (source) {\displaystyle s} и сток (sink) {\displaystyle t}, такие, что любая другая вершина сети лежит на пути из {\displaystyle s} в {\displaystyle t}, при этом {\displaystyle s\neq t}.

Поток (flow) — функция {\displaystyle f\colon V\times V\rightarrow \mathbb {R} _{+}} (в некоторых источниках также {\displaystyle f\colon E\rightarrow \mathbb {R} _{+}}) со следующими свойствами:
- Ограничение пропускной способности (capacity constraints). Величина потока для любого ребра {\displaystyle e\in E} не может превысить его пропускную способность: {\displaystyle 0\leqslant f(e)\leqslant c(e).}
- Кососимметричность (skew symmetry). Поток из {\displaystyle \ u} в {\displaystyle \ v} должен быть противоположным потоку из {\displaystyle \ v} в {\displaystyle \ u}: {\displaystyle f(u,v)=-f(v,u).}
- Сохранение потока (flow conservation): {\displaystyle \sum _{u\in V}f(v,u)={\begin{cases}|f|&,v=s\\-|f|&,v=t\\0&,v\neq s\land v\neq t\\\end{cases}}} для всех {\displaystyle \ u\in V}.

Величина потока (value of flow) — сумма потоков из источника или сумма потоков в сток {\displaystyle |f|=\sum _{v\in V}f(s,v)=\sum _{v\in V}f(v,t)}.
Задача о максимальном потоке (maximum flow problem) — найти поток {\displaystyle f} такой, что величина потока максимальна, т.е. не существует потока {\displaystyle f^{*}} такого, что {\displaystyle |f^{*}|>|f|}.
Разрез (s-t cut) — пара непересекающихся множеств {\displaystyle (A,B)} такая, что {\displaystyle V=A\ {\dot {\cup }}\ B} и {\displaystyle s\in A} и {\displaystyle t\in B}. Также встречается определение, где разрез — это подмножество ребер {\displaystyle \delta ^{+}(X)=\{(u,v)\in E\mid u\in X,\ v\notin X\}}, где {\displaystyle X} - подмножество вершин такое, что {\displaystyle s\in X} и {\displaystyle t\notin X}.
Пропускная способность разреза (the capacity of an s-t cut) — сумма пропускных способностей всех рёбер разреза: {\displaystyle \sum _{e\in \delta ^{+}(X)}c(e)} или {\displaystyle \sum _{(u,v)\in E,u\in A,v\in B}c((u,v))}.
Величина потока разреза — сумма величин потока всех рёбер разреза {\displaystyle \sum _{e\in \delta ^{+}(X)}f(e)} или {\displaystyle \sum _{(u,v)\in E,u\in A,v\in B}f((u,v))}. Она не превышает пропускную способность разреза, поскольку {\displaystyle f(e)\leqslant c(e)} для всех {\displaystyle e\in E}.
Минимальный разрез — разрез с минимальной пропускной способностью.
Остаточная пропускная способность ребра (residual capacity) — {\displaystyle c_{f}((u,v))=c((u,v))-f((u,v))}. Она всегда неотрицательна из-за условия на ограничение пропускной способности.
Остаточная сеть (residual network) — граф {\displaystyle G_{f}=(V,E_{f})}, где {\displaystyle E_{f}} — множество рёбер с положительной остаточной пропускной способностью. В остаточной сети может существовать путь из вершины {\displaystyle u} в вершину {\displaystyle v}, даже если его нет в исходной сети. Это происходит, когда в исходной сети есть обратный путь {\displaystyle (v,u)} и поток по нему положителен.
Увеличивающий (остаточный, дополняющий) путь (augmenting path) — это путь {\displaystyle (u_{1},u_{2},\dots ,u_{k})} в остаточной сети, где {\displaystyle u_{1}=s,} {\displaystyle u_{k}=t,} и {\displaystyle c_{f}(u_{i},u_{i+1})>0.} Ниже доказано, что поток максимален тогда и только тогда, когда нет увеличивающего пути в остаточной сети.

## Свойства
Поток через любой разрез равен сумме потоков из источника.

Доказательство: пускай есть разрез (A,B). Рассмотрим сумму всех потоков из всех вершин, принадлежащих А. Она равна
{\displaystyle \sum _{u\in A}\sum _{v\in A}f(u,v)+\sum _{u\in A}\sum _{v\in B}f(u,v)}
В первой из сумм для любой пары вершин (u, v) есть два слагаемых f(u, v) и f(v, u), равных по модулю и противоположных по знаку. Следовательно, эта сумма равна нулю. Вторая сумма есть поток через разрез (A,B). Следовательно, сумма всех потоков из всех вершин, принадлежащих А, равна потоку через разрез. С другой стороны, сумма потоков из любой вершины, кроме s и t, равна нулю, а {\displaystyle t\notin A}. Следовательно, сумма всех потоков из всех вершин, принадлежащих А, равна сумме потоков из s. Следовательно, поток через разрез (A,B) равен сумме потоков из s, что и требовалось доказать.
Сумма потоков из источника равна сумме потоков в сток.

Доказательство: рассмотрим разрез {\displaystyle (V\setminus \{t\},\{t\})}. Поток через этот разрез равен сумме потоков в сток. С другой стороны, по только что доказанному, поток через этот (как и любой другой) разрез равен сумме потоков из источника. Теорема доказана.
Максимальный поток положителен тогда и только тогда, когда существует путь из источника в сток, проходящий по рёбрам с положительной пропускной способностью.

Доказательство: Пускай такой путь P существует. Пусть c — минимальная из пропускных способностей рёбер, принадлежащих P. Пускай поток равен c на всех рёбрах из P, и нулю на всех остальных рёбрах. Тогда суммарный поток из источника равен c, то есть положителен. Теперь допустим, что такого пути нет, то есть t недостижимо из s по рёбрам с положительной пропускной способностью. Пусть A — множество вершин, достижимых из s по таким рёбрам, B — недостижимых. Тогда, поскольку {\displaystyle s\in A}, {\displaystyle t\in B}, то (A,B) является разрезом. Кроме того, не существует ребра (a, b) с положительной пропускной способностью, такого что {\displaystyle a\in A}, {\displaystyle b\in B}, иначе b было бы достижимо из s. Следовательно, пропускная способность разреза (A,B) равна нулю, а значит и поток через него всегда равен нулю. Следовательно, сумма потоков из источника всегда равна нулю.
Поток максимален тогда и только тогда, когда нет увеличивающего пути в остаточной сети.
Доказательство: Пусть в остаточной сети существует увеличивающий путь {\displaystyle P}, а {\displaystyle c} — минимальная из остаточных пропускных способностей рёбер, принадлежащих {\displaystyle P}, в остаточной сети. Для всех пар {\displaystyle (u,v)\in P} увеличим {\displaystyle f(u,v)} на {\displaystyle c} и уменьшим {\displaystyle f(v,u)} на {\displaystyle c}. Мы увеличили суммарный поток из источника на {\displaystyle c}, следовательно, он был не максимален. Теперь, наоборот, допустим, что такого пути нет. Докажем от противного, что поток {\displaystyle f} в исходной сети обеспечивает максимальный суммарный поток из {\displaystyle s}. Пусть это не так, тогда есть поток {\displaystyle f'}, обеспечивающий больший суммарный поток из {\displaystyle s}. Легко убедиться, что {\displaystyle f'-f} — поток в остаточной сети, обеспечивающий в ней положительный суммарный поток из {\displaystyle s}. Следовательно, в остаточной сети есть путь из источника в сток, то есть увеличивающий путь. Мы получили противоречие.
Теорема Форда — Фалкерсона. Величина максимального потока равна пропускной способности минимального разреза.

Доказательство: сумма потоков из {\displaystyle s} равна потоку через любой разрез, в том числе минимальный, следовательно, не превышает пропускной способности минимального разреза. Следовательно, максимальный поток не больше пропускной способности минимального разреза. Осталось доказать, что он и не меньше её. Пускай поток максимален. Тогда в остаточной сети сток не достижим из источника. Пусть {\displaystyle A} — множество вершин, достижимых из источника в остаточной сети, {\displaystyle B} — недостижимых. Тогда, поскольку {\displaystyle s\in A}, {\displaystyle t\in B}, то {\displaystyle (A,B)} является разрезом. Кроме того, в остаточной сети не существует ребра {\displaystyle (a,b)} с положительной пропускной способностью, такого что {\displaystyle a\in A}, {\displaystyle b\in B}, иначе бы {\displaystyle b} было достижимо из {\displaystyle s}. Следовательно, в исходной сети поток по любому такому ребру равен его пропускной способности, и, значит, поток через разрез {\displaystyle (A,B)} равен его пропускной способности. Но поток через любой разрез равен суммарному потоку из источника, который в данном случае равен максимальному потоку. Значит, максимальный поток равен пропускной способности разреза {\displaystyle (A,B)}, которая не меньше пропускной способности минимального разреза. Теорема доказана.

## Пример

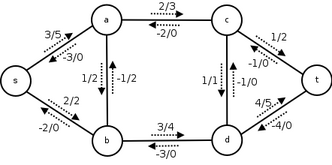
Транспортная сеть с указанием потока и пропускной способности.

Здесь изображена транспортная сеть с источником {\displaystyle \ s}, стоком {\displaystyle \ t} и четырьмя дополнительными узлами. Поток и пропускная способность обозначены соответственно {\displaystyle \ f/c}. Пропускная способность из источника к стоку равна 5, что легко видно, так как пропускная способность из {\displaystyle \ s} равна 5, что есть также в {\displaystyle \ t}.

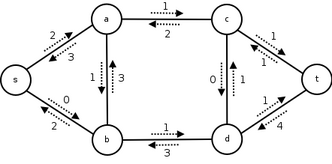
Остаточная сеть для показанного сверху потока, показывающая остаточные пропускные способности.

Ниже показана остаточная сеть для данного выше потока. Обратите внимание, что существует ограничивающая пропускная способность для некоторых рёбер, тогда как в исходной сети она равна нулю. Например, ребро {\displaystyle \ (d,c)}. Этот поток не максимален. Есть увеличивающие пути {\displaystyle \ (s,a,c,t)}, {\displaystyle \ (s,a,b,d,t)} и {\displaystyle \ (s,a,b,d,c,t)}. Остаточная пропускная способность первого пути {\displaystyle \ min(c(s,a)-f(s,a),c(a,c)-f(a,c),c(c,t)-f(c,t))=\min(5-3,3-2,2-1)=\min(2,1,1)=1}. Увеличивающего пути {\displaystyle \ (s,a,b,d,c,t)} не существует в исходной сети, но можно пропустить по нему правильный поток.

## Применение
Самый частый пример использования транспортных сетей — нахождение максимального потока, который означает максимальный суммарный поток от {\displaystyle s} к {\displaystyle t.} Для нахождения максимального потока в сети может быть использован алгоритм Форда — Фалкерсона, алгоритм Эдмондса — Карпа и другие.
В задаче о потоке минимальной стоимости, каждому ребру {\displaystyle (u,v)} сопоставляется цена {\displaystyle k(u,v)}, цена пересылки потока {\displaystyle f(u,v)} через ребро {\displaystyle f(u,v)\cdot k(u,v)}. Задача — послать заданное количество потока от {\displaystyle s} к {\displaystyle t} с наименьшей ценой.